# ابنتي (فلم)
ابنتي، فيلم مصري من إنتاج عام 1944.

## قصة الفيلم
يعيش زوج «ناهد» حياة الفسق، فيبدد أموال زوجته على عشيقته وبعد أن ضاعت ثروة زوجته بدأ في الاختلاس من أموال عمله حتى انكشف أمره وتم إيداعه في السجن بينما كانت ناهد حاملاً في طفله، حين تلد ناهد طفلتها يتصادف أن تلد زوجة حازم بك بنتًا ولكن الممرضة تخبر ناهد بأن طفلة حازم بك قد ماتت فتطلب ناهد من الممرضة أن تبدل ابنتها بابنة حازم بك خشية منها على مصير ابنتها من عار أبيها، يأخذ حازم الطفلة ظنًا منه أنها ابنته. تعرض ناهد نفسها لتعمل خادمة عند حازم بك لتبقى بالقرب من ابنتها وتنجح في ذلك لفترة محدودة حيث يسافر حازم وزوجته والطفلة هدى خارج البلاد وتودع ناهد طفلتها. ثم تعمل ناهد كمطربة في إحدى الصالات وتشرب الخمر كى تنسى ألمها من غياب النتها الذي طال 15 عامًا يعود بعدها حازم إلى أرض الوطن. تحاول ناهد رؤية ابنتها إلا أن حازم يشك في أمرها ويتقصى الأخبار حتى يعرف الحقيقة ويصادف أن يعلم ابنه الذي تربى مع ابنة ناهد الحقيقة أيضًا فيعرض على والده الزواج منها ولكن أباه يرفض بشدة. ثم تعرف هدى الحقيقة وتنفصل عن أسرة حازم ويلحق بها الابن، يعود حازم ليتأكد من نزاهة ناهد وإخلاصها لأبنتها معترفًا بصدمات القدر. يوافق على الزواج لتعود هدى مرة أخرى لأسرتها التي ربتها زوجة للابن، لكنها تعود ومعها أمها هذه المرة.

## الممثلون
- عزيزة أمير
- محمود ذو الفقار
- زكي طليمات
- فردوس محمد
- أمينة شريف
- أميرة أمير
- محمود إسماعيل
- سرينا إبراهيم
- ثريا فخري
- سامية جمال
- صفية حلمي
- عزيزة بدر
- زوزو محمد
- نبوية مصطفى

## وصلات خارجية
- مقالات تستعمل روابط فنية بلا صلة مع ويكي بيانات
- صفحة الفيلم على موقع السينما